# Condado de Sheridan (Dakota do Norte)
O Condado de Sheridan é um dos 53 condados do Estado americano da Dakota do Norte. A sede do condado é McClusky, e sua maior cidade é McClusky. O condado possui uma área de 2 605 km² (dos quais 88 km² estão cobertos por água), uma população de 1 710 habitantes, e uma densidade populacional de 0,5 hab/km² (segundo o censo nacional de 2000).